# 5421 Ulanova
Az 5421 Ulanova (ideiglenes jelöléssel 1982 TD2) a Naprendszer kisbolygóövében található aszteroida. Ljudmilla Vasziljevna Zsuravljova,  Ljudmila Georgijevna Karacskina fedezte fel 1982. október 14-én.